# Castelnuovo di Val di Cecina
Castelnuovo di Val di Cecina ist eine italienische Gemeinde mit 2083 Einwohnern (Stand 31. Dezember 2023) in der Provinz Pisa in der Region Toskana.

## Geografie

Lage der Gemeinde in der Provinz Pisa

Die Gemeinde liegt ca. 90 km südwestlich der Regionalhauptstadt Florenz und 90 km südöstlich der Provinzhauptstadt Pisa. Sie ist Teil der Comunità montana Alta Val di Cecina und liegt unweit des Tal des Teufels in der klimatischen Einordnung italienischer Gemeinden in der Zone E, 2 144 GR/G.
Das Gemeindegebiet ist unterteilt in zwei geografisch unabhängige Gebiete, die von den Gemeinden Pomarance und Radicondoli (SI) getrennt werden. Hierbei wird der Ortsteil Montecastelli Pisano im Nordosten vom Hauptort getrennt. Die Grenze zu Volterra liegt nur ca. 45 Meter entfernt, getrennt durch die Gemeinde Casole d’Elsa (SI).
Durch das Gemeindegebiet fließen die Flüsse Cecina (3 km von insgesamt 78 km) und Cornia (8 km von 49 km) sowie die Torrenti Pavone (9 km von 32 km) und Possera (4 km von 18 km).
Zu den Ortsteilen (Frazioni) zählen Lagoni del Sasso (449 m, ca. 120 Einwohner), La Leccia (370 m, ca. 20 Einwohner), Montecastelli Pisano (494 m, ca. 110 Einwohner) und Sasso Pisano (210 m, ca. 500 Einwohner).
Die Nachbargemeinden sind Casole d’Elsa, Monterotondo Marittimo (GR), Montieri (GR), Pomarance und Radicondoli (SI).

## Geschichte
Erstmals in Dokumenten erwähnt wird der Ort 1176, hier wird von dem Cassero (Burg) und der Kirche berichtet. 1213 erlangte Volterra die Herrschaft über den Ort. Die heutigen Gemeindegrenzen entstanden 1870, als die Ortsteile Leccia und Sasso Pisano von der Gemeinde Pomarance abgetrennt und Castelnuovo di Val di Cecina zugeteil wurden. Ab dem 20. Jahrhundert wurden die Erdwärme und geothermische Kraftwerke ein wichtiger Industriezweig.

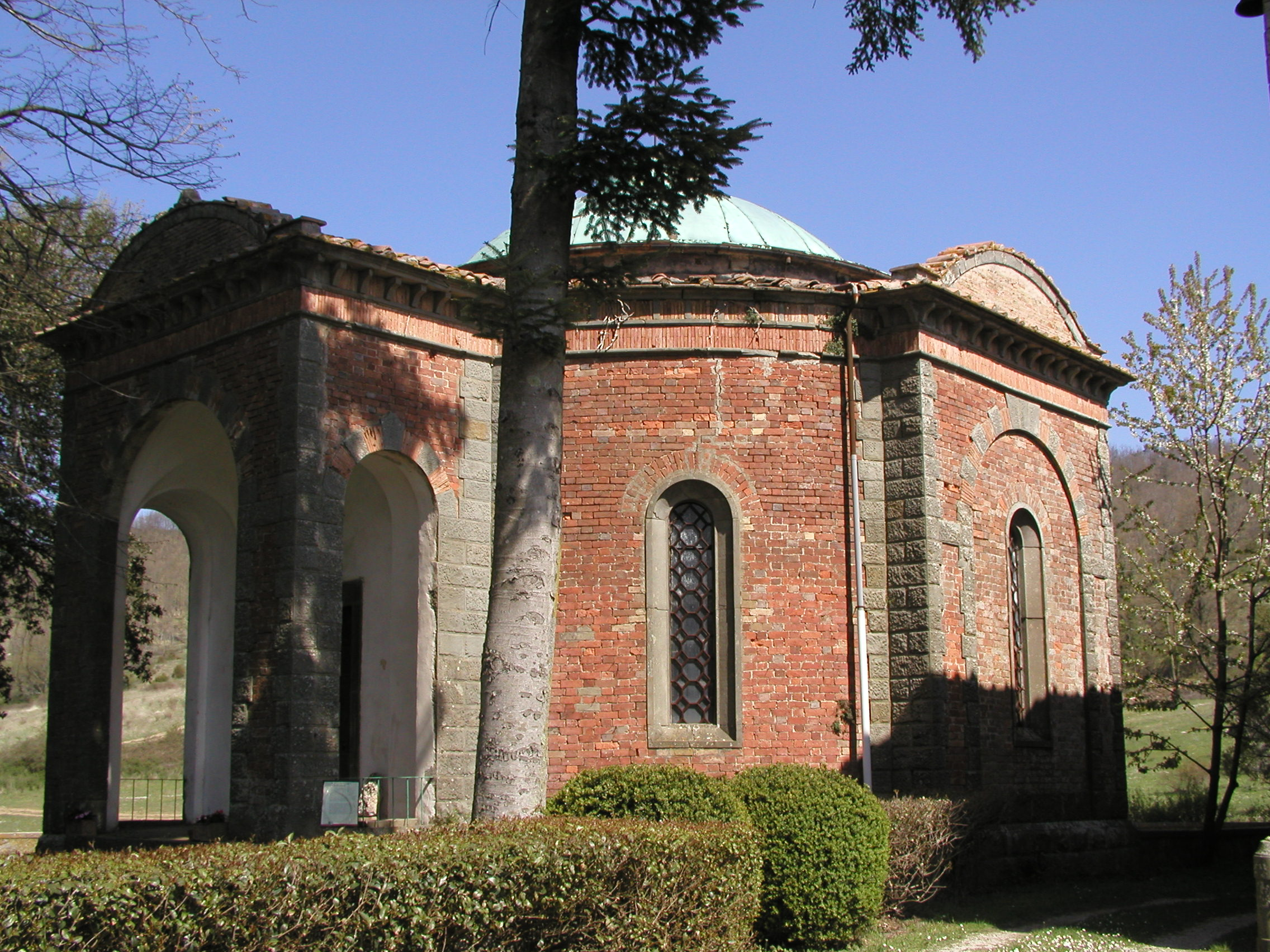
Die Cappella di Sant’Ottaviano

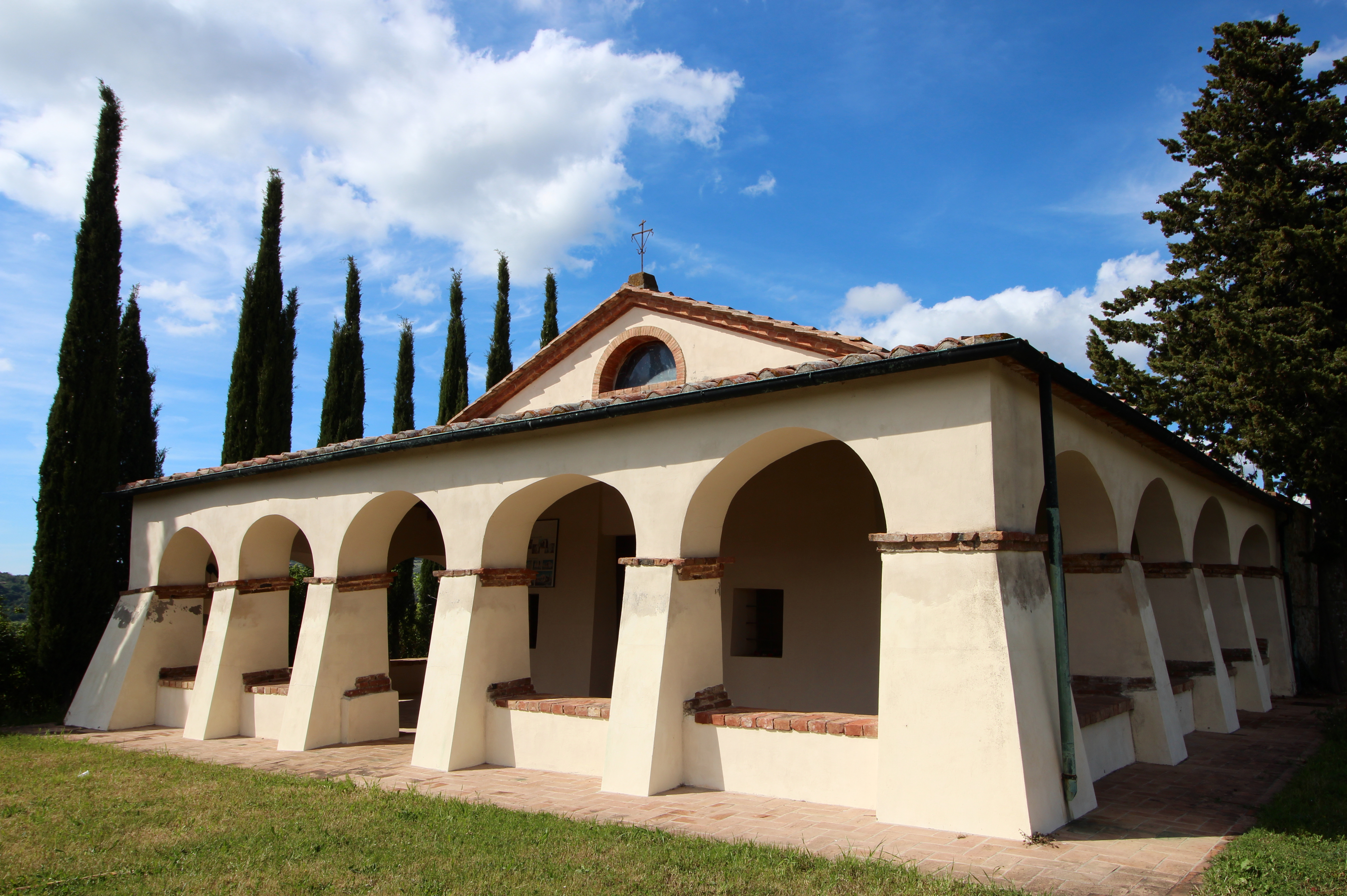
Das Santuario della Madonna del Libro in La Leccia

## Sehenswürdigkeiten
- Cappella di Sant’Ottaviano, im 18. Jahrhundert entstandene Kapelle.
- Chiesa del Santissimo Salvatore, Parochialkirche im historischen Ortskern.
- Oratorio di San Rocco, Oratorium nahe dem Ortskern, enthält das Werk Presentazione di Gesù al Tempio von Cosimo Daddi aus dem Jahr 1597.
- Fonte del Latte, Thermalquelle bei La Leccia, die schon 1571 von Andrea Bacci, dem Arzt von Sixtus V., erwähnt wurde.
- Oratorio della Madonna del Piano, vor 1666 entstandenes Kirchengebäude zwischen dem Hauptort und Montecastelli.
- Pieve di San Bartolomeo a Leccia, um 1275 im Ortsteil La Leccia entstandene Pieve.
- Pieve dei Santi Jacopo e Filippo, 1186 entstandene Pieve.
- Santuario della Madonna del Libro, Sanktuarium aus dem 17. Jahrhundert nahe dem Ortsteil La Leccia.

## Auszeichnungen
- Der Ort ist Träger der Bandiera Arancione des Touring Club Italiano[5]